# 23744 Ootsubo
23744 Ootsubo è un asteroide della fascia principale. Scoperto nel 1998, presenta un'orbita caratterizzata da un semiasse maggiore pari a 2,2573025 UA e da un'eccentricità di 0,1901735, inclinata di 2,95024° rispetto all'eclittica.